# Mombaruzzo
Mombaruzzo é uma comuna italiana da região do Piemonte, província de Asti, com cerca de 1.163 habitantes. Estende-se por uma área de 22 km², tendo uma densidade populacional de 53 hab/km². Faz fronteira com Bruno, Carentino (AL), Cassine (AL), Castelnuovo Belbo, Fontanile, Frascaro (AL), Gamalero (AL), Maranzana, Nizza Monferrato, Quaranti, Ricaldone (AL).

## Demografia
| Variação demográfica do município entre 1861 e 2011                               |
|                                                                                   |
| Fonte: Istituto Nazionale di Statistica (ISTAT) - Elaboração gráfica da Wikipedia |